# Panenský Týnec
Panenský Týnec település Csehországban, Lounyi járásban. Panenský Týnec Úherce, Žerotín, Toužetín, Vrbno nad Lesy és Hříškov településekkel határos. Lakosainak száma 444 fő (2024. január 1.).

## Népesség
A település lakosságának változását az alábbi diagram mutatja:
| Lakosok száma | 799  | 772  | 715  | 492  | 425  | 378  | 444  | 434  | 439  | 444  |
|               | 1869 | 1890 | 1921 | 1950 | 1980 | 2001 | 2017 | 2019 | 2022 | 2024 |